# ديفيد كير
ديفيد كير (بالإنجليزية: David Kerr)‏ (6 سبتمبر 1974 في المملكة المتحدة - ) هو لاعب كرة قدم بريطاني في مركز الوسط. لعب مع مانشستر سيتي ونادي تشستر سيتي ونادي مانسفيلد تاون وDroylsden F.C. ‏.

## وصلات خارجية
- ديفيد كير على موقع قاعدة بيانات كرة القدم.إي يو (الإنجليزية)
- ديفيد كير على موقع Soccerbase.com (لاعب) (الإنجليزية)
- ديفيد كير على موقع عالم كرة القدم.نت (الإنجليزية)